# West Nanjing Road

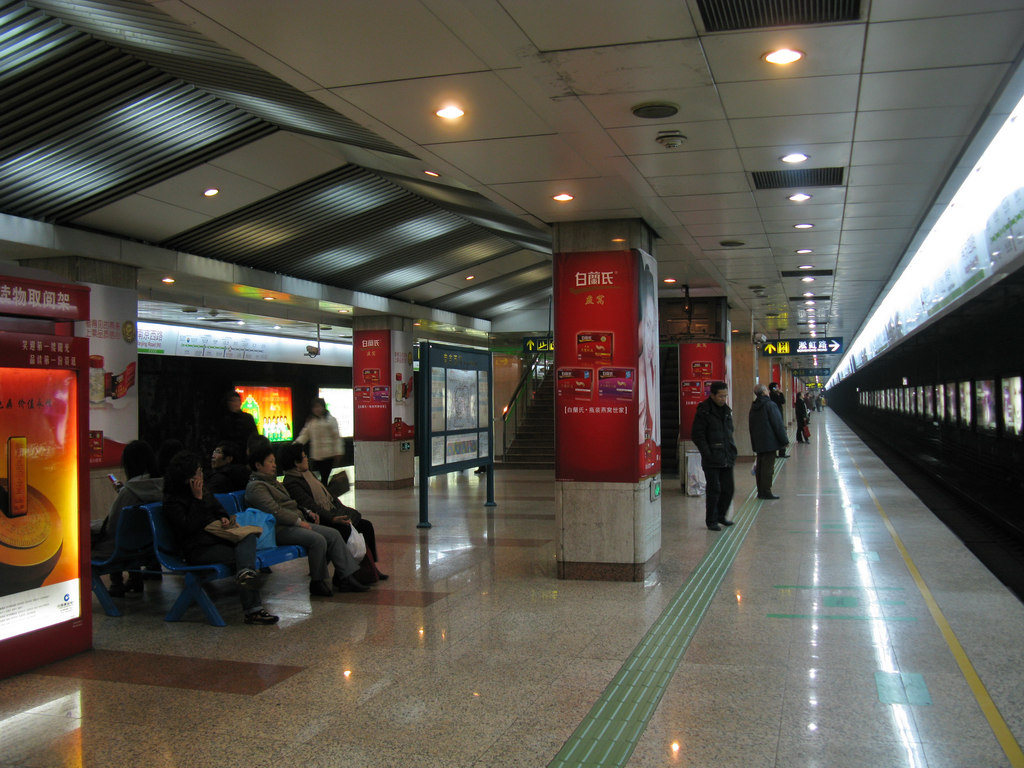
West Nanjing Road

West Nanjing Road (南京西路; Nanjing Xi Lu) is een station van de metro van Shanghai. Het station is onderdeel van lijn 2, lijn 12  en lijn 13.
East Xujing · Station Shanghai Hongqiao · Hongqiao Airport Terminal 2 · Songhong Road · Beixinjing · Weining Road · Loushanguan Road · Zhongshan Park · Jiangsu Road · Jing'an Temple · West Nanjing Road · People's Square · East Nanjing Road · Lujiazui · Dongchang Road · Century Avenue · Shanghai Science & Technology Museum · Century Park · Longyang Road · Zhangjiang Hi-Tech Park · Jinke Road · Guanglan Road · Tangzhen · Middle Chuangxin Road · East Huaxia Road · Chuansha · Lingkong Road · Yuandong Avenue · Haitiansan Road · Pudong International Airport

Lijnen van de metro van Shanghai: 1 · 2 · 3 · 4 · 5 · 6 · 7 · 8 · 9 · 10 · 11 · 12 · 13 · 14 · 15 · 16 · 17 · 18 · Pujiang Line
Qixin Road · Hongxin Road · Gudai Road · Donglan Road · Hongmei Road · Hongcao Road · Guilin Park · Caobao Road · Longcao Road · Longhua · Middle Longhua Road · Damuqiao Road · Jiashan Road · South Shaanxi Road · West Nanjing Road · Hanzhong Road · Qufu Road · Tiantong Road · International Cruise Terminal · Tilanqiao · Dalian Road · Jiangpu Park · Ningguo Road · Longchang Road · Aiguo Road · Fuxing Island · Donglu Road · Jufeng Road · North Yanggao Road · Jinjing Road · Shenjiang Road · Jinhai Road

Lijnen van de metro van Shanghai: 1 · 2 · 3 · 4 · 5 · 6 · 7 · 8 · 9 · 10 · 11 · 12 · 13 · 14 · 15 · 16 · 17 · 18 · Pujiang Line
Jinyun Road · West Jinshajiang Road · Fengzhuang · South Qilianshan Road · Zhenbei Road · Daduhe Road · Jinshajiang Road · Longde Road · Wuning Road · Changshou Road · Jiangning Road · Hanzhong Road · Shanghai Natural History Museum · West Nanjing Road · Middle Huaihai Road · Xintiandi · Madang Road · World Expo Museum · Shibo Avenue · Changqing Road · Chengshan Road · Dongming Road · Huapeng Road · Xianan Road · Beicai · Chenchun Road · Lianxi Road · Middle Huaxia Road · Zhongke Road · Xuelin Road · Zhangjiang Road

Lijnen van de metro van Shanghai: 1 · 2 · 3 · 4 · 5 · 6 · 7 · 8 · 9 · 10 · 11 · 12 · 13 · 14 · 15 · 16 · 17 · 18 · Pujiang Line